# Euepixylon
Euepixylon es un género de hongos en la familia Xylariaceae.